# Frédéric Bizard
Pour les articles homonymes, voir Bizard.
Frédéric Bizard, né le 27 janvier 1968 à Niort, est un économiste spécialiste des questions de protection sociale et de santé. 
Il est professeur d'économie associé à l'ESCP Europe et à Paris Dauphine notamment. Il est président fondateur de l’Institut Santé, un centre de recherche sur la refondation du système de santé. En juin 2020, il a été nommé membre libre de l’Académie Nationale de Chirurgie française. Il conseille des institutions publiques et privées en France et à l'étranger, dont le Sénat français, et intervient régulièrement dans les médias.

## Biographie

### Jeunesse et études
Frédéric Bizard est diplômé du MBA de l'INSEAD, de l'Institut d'études politiques de Paris (section économique et finance), de l’École nationale vétérinaire d'Alfort et de la faculté de médecine de Créteil. 

### Parcours professionnel
Il a travaillé après ses études près de dix ans aux États-Unis et en Angleterre dans les études économiques.
Convaincu de la nécessité d'une refondation du modèle social français de 1945 dans un environnement économique, démographique et social radicalement transformé à l'aube du XXIe siècle, il mène des travaux de recherche sur la refondation de la protection sociale en France, déclinée sur l'ensemble des risques sociaux, et en remettant l'usager citoyen au centre du système. 
Ses travaux sont inspirés de plusieurs recherches dont celles des économistes Amartya Sen sur les « modes de fonctionnement » (functionings) et les « capabilités » (capabilities), de Gary Becker et de David Romer sur le « capital humain », et de Daniel Kahneman sur l'économie comportementale. Des penseurs comme les philosophes John Rawls sur la justice sociale (la justice comme équité), Emmanuel Kant et Montesquieu sur la philosophie politique sont aussi des sources d’influence.
Dans son ouvrage Complémentaires santé : le scandale publié octobre 2013, il expose les risques de la montée en puissance des organismes d’assurances privés complémentaires sur le fonctionnement du système de santé français. Il y dénonce les dérives du système et parle d’une « américanisation de notre système de santé… sans que la France n’ait fait aucun choix démocratique pour évoluer vers un système contraire à sa culture. » 
En février 2017, il publie Protection sociale - Pour un nouveau modèle dans lequel il utilise ses travaux pour définir les grands principes du nouveau modèle social à instaurer en France. Il les applique aux secteurs de la retraite, de la santé, de la lutte contre la pauvreté et du marché du travail, démontrant ainsi la cohérence et l'unité de sens de ce nouveau modèle « à la française ». Il a théorisé les principaux éléments de la réforme systémique des retraites, que le gouvernement français prévoit de faire voter au Parlement en 2019. 
Il crée en janvier 2018 un organisme de recherche voué à la refondation du système de santé français, l'Institut Santé. Cet Institut réunit des personnalités de renom représentant l'ensemble des secteurs de la santé et une grande diversité d'opinions, notamment les Professeurs René Frydman, Philippe Sansonetti, Alain Deloche et la philosophe Catherine Audard.
L’Institut Santé a organisé son premier congrès national le 6 novembre 2018 à Paris, et a été auditionné début 2019 par la Commission des Affaires sociales de l’Assemblée Nationale et du Sénat. L’Institut Santé a publié ses travaux dans un ouvrage en novembre 2019. 
En octobre 2021, Frédéric Bizard publie L’autonomie solidaire en santé qui est le produit de trois ans de travaux de l’Institut Santé et de la recherche d'un consensus entre les différentes sensibilités politiques, statutaires et professionnelles en santé. Le nouveau système de santé qu'il propose priorise une approche populationnelle et préventive (la santé globale), à partir des besoins de santé et une gouvernance décentralisée et participative avec les acteurs de santé. Il invite à instaurer un service public territorial de santé délivré par les professionnels de santé du public comme du privé. Des territoires de santé, communs à tous les professionnels de santé et dotés de missions de santé publique et de soins, seraient ainsi créés.
Pour lui, la politique de santé doit être définie par l’Etat avec une vision de long terme à travers une loi d’orientation et de programmation sanitaire à 5 ans votée au Parlement. Les institutions sanitaires étatiques seraient intégrées dans une agence nationale de santé publique, déclinée en région à travers des agences régionales de santé publique. Et dans une logique de décentralisation, le rôle des collectivités territoriales, notamment des départements, serait renforcé dans le nouveau système de santé.
L’assurance maladie deviendrait l’assurance santé et serait renforcée dans son rôle de gouvernance des soins et de pilier de la démocratie sociale et sanitaire. Ce projet de refondation redéfinit également le financement de la santé, l’organisation de la recherche médicale et l’écosystème des industries de santé, pour refaire de la France une référence mondiale en santé. 
Auteur de plusieurs ouvrages en économie de la protection sociale et de la santé, il a publié plus de 200 articles sur ces sujets et écrit de nombreux rapports thématiques, dont un pour l'Institut Thomas-More. Il est souvent sollicité par les médias économiques pour débattre et éclairer l'actualité sur ces questions.
Au début des années 2000, il a également participé à la création de la société Kiria, dont la marque a été cédée à un groupe familial français et qui sera placée en liquidation judiciaire en mai 2012.

## Publications
- L’autonomie solidaire en santé, Editions Michalon, octobre 2021
- Et la réforme globale de la santé, c'est pour quand ?, éditions Fauves, novembre 2019 (Grand Prix BFM Business du meilleur livre de l’économie de l’année 2020)
- Protection sociale : Pour un nouveau modèle, Éditions Dunod, Mars 2017
- Complémentaires santé, le scandale, Éditions Dunod, Janvier 2016
- Politique de santé : Réussir le changement, Éditions Dunod, septembre 2015. Ouvrage sélectionné par l’École Nationale Supérieure de sécurité sociale (EN3S) dans la liste des meilleurs livres de protection sociale de 2015.
- Une ordonnance pour la France : 10 pistes de réforme pour une santé plus juste, plus efficace et plus économe, Éditions Thierry Souccar, avril 2012
- Évaluation de l'impact économique de la chirurgie ambulatoire, décembre 2017, Académie Nationale de chirurgie
- Évaluation médico-économique du paiement à l'épisode de soins, Mai 2018, SOFCOT